# Robert E. Davis
Robert E. Davis est professeur de climatologie au département des sciences de l'environnement de l'Université de Virginie.

## Travaux
Davis a reçu son doctorat en 1988 de l'Université du Delaware. Ses recherches ont notamment porté sur la mise au point d’un système de mesure de la puissance des tempêtes du Cap Hatteras.
Ses études en l'an 2000 sur le réchauffement climatique l'amènent à formuler l'hypothèse selon laquelle ce dernier pourrait se manifester préférentiellement par des hivers plus doux plutôt que par des étés plus chauds et pense alors à l'époque que les effets sur les populations humaines seront limités.